# Датский орден масонов
Датский орден масонов (дат. Den Danske Frimurerorden) (ДОМ) — регулярная масонская великая ложа в Дании. Она является основным руководящим органом регулярного масонства в Дании. Ведёт свою историю с 1743 года, что даёт основание считать её самой старой масонской организацией Дании.
Датский орден масонов является регулярной масонской организацией и признаётся в таковом качестве старейшей в мире масонской великой ложей — Объединенной великой ложей Англии, а также большинством мировых регулярных великих лож.
На 2017 год Датский орден масонов объединяет около 9 000 масонов в 89 ложах, которые находятся в 45 городах.

## Структура
Орден состоит из трёх структур, каждая из которых объединяет масонов по определённым требованиям к вере в Бога и используемому масонскому уставу..
Датский орден масонов основан на христианской вере и проводит свои работы в соответствии с так называемой шведской системой состоящей из одиннадцати градусов. Чтобы стать членом Датского ордена масонов кандидат должен соответствовать требованиям; быть человеком крещённым в христианской вере и иметь хорошую репутацию. Датский орден вольных каменщиков объединяет 8 000 масонов в 50 ложах.
Датская масонская гильдия работает по английскому ритуалу Эмулейшн в трёх символических масонских степенях, на основе первых масонских конституций Джеймса Андерсона. Датская масонская гильдия объединяет 42 ложи в разных городах Дании.
Федерация иоанновских лож имеет 3 ложи и работает по ритуалам Шрёдера в трёх символических степенях. Принимает в свои ряды только мужчин монотеистической религии.
«Датский орден масонов» не религия, но в орден могут быть приняты только крещённые кандидаты исповедующие христианство. «Датская масонская гильдия» и «Федерация иоанновских лож» объединяют масонов, кто не принадлежит к христианской вере, но верит в «высшую сущность».

### Главный храм ордена
Храм ордена находится в Копенгагене в районе Эстербро на улице Блегдамсвей. Здание было спроектировано датским архитектором и масоном Хольгером Расмуссеном и было построено между 1 мая 1923 года и 12 октября 1927 года. Краеугольный камень был заложен в основание 3 июня 1924 года датским королём Кристианом X, который сам был масоном.
Здание имеет 13 515 квадратных метров общей площади и около 335 помещений. Оно составляет 19,5 метров в высоту и имеет шесть основных этажей, два из которых находятся под землей.
Две колонны стоящие у главного входа имеют высоту 16 метров и весят 72 тонны каждая. В второй половине второй мировой войны здание было оккупировано и использовалось в качестве штаб-квартиры Добровольческим корпусом СС «Шальбург».

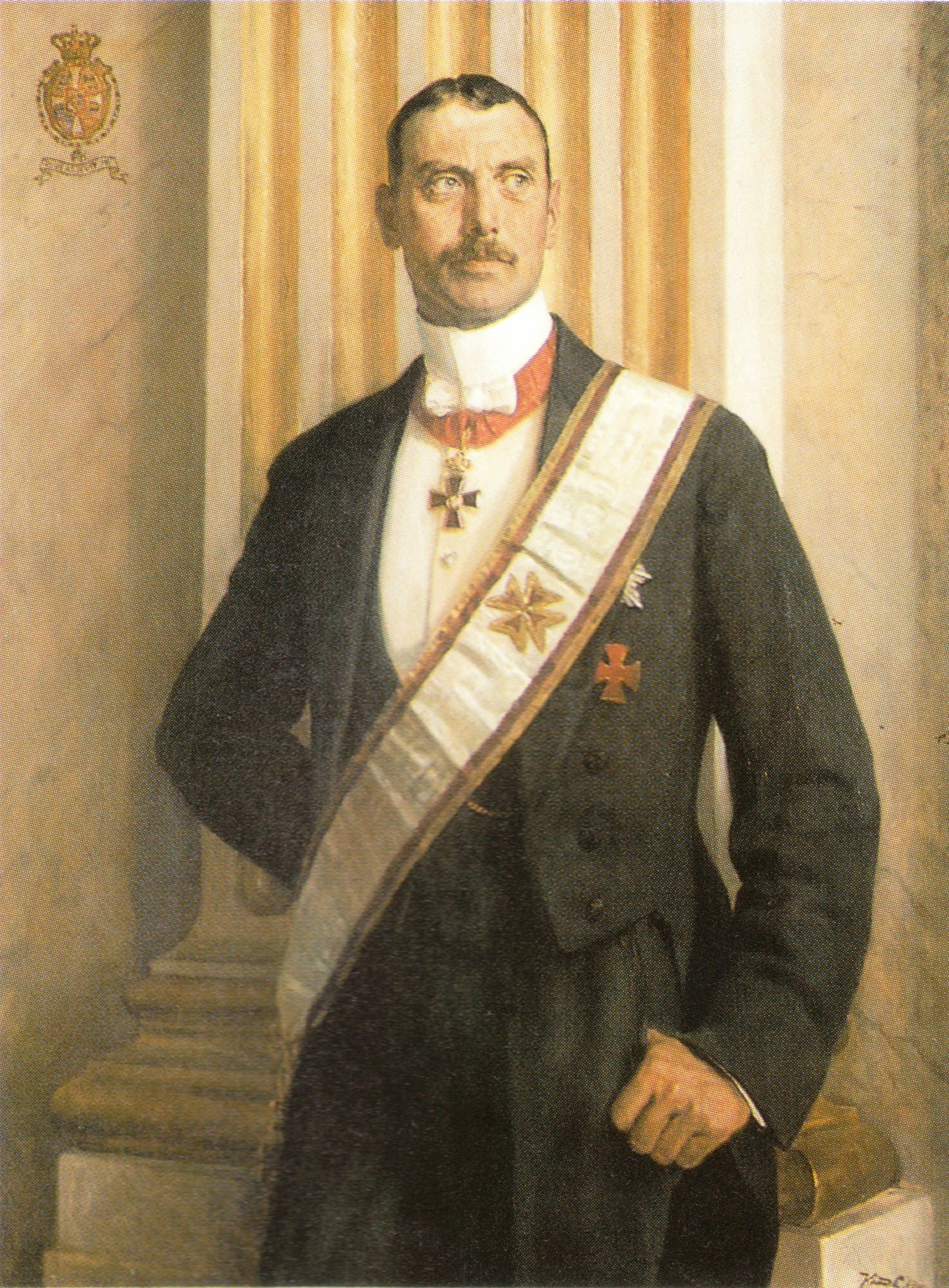
Король Дании Кристиан X
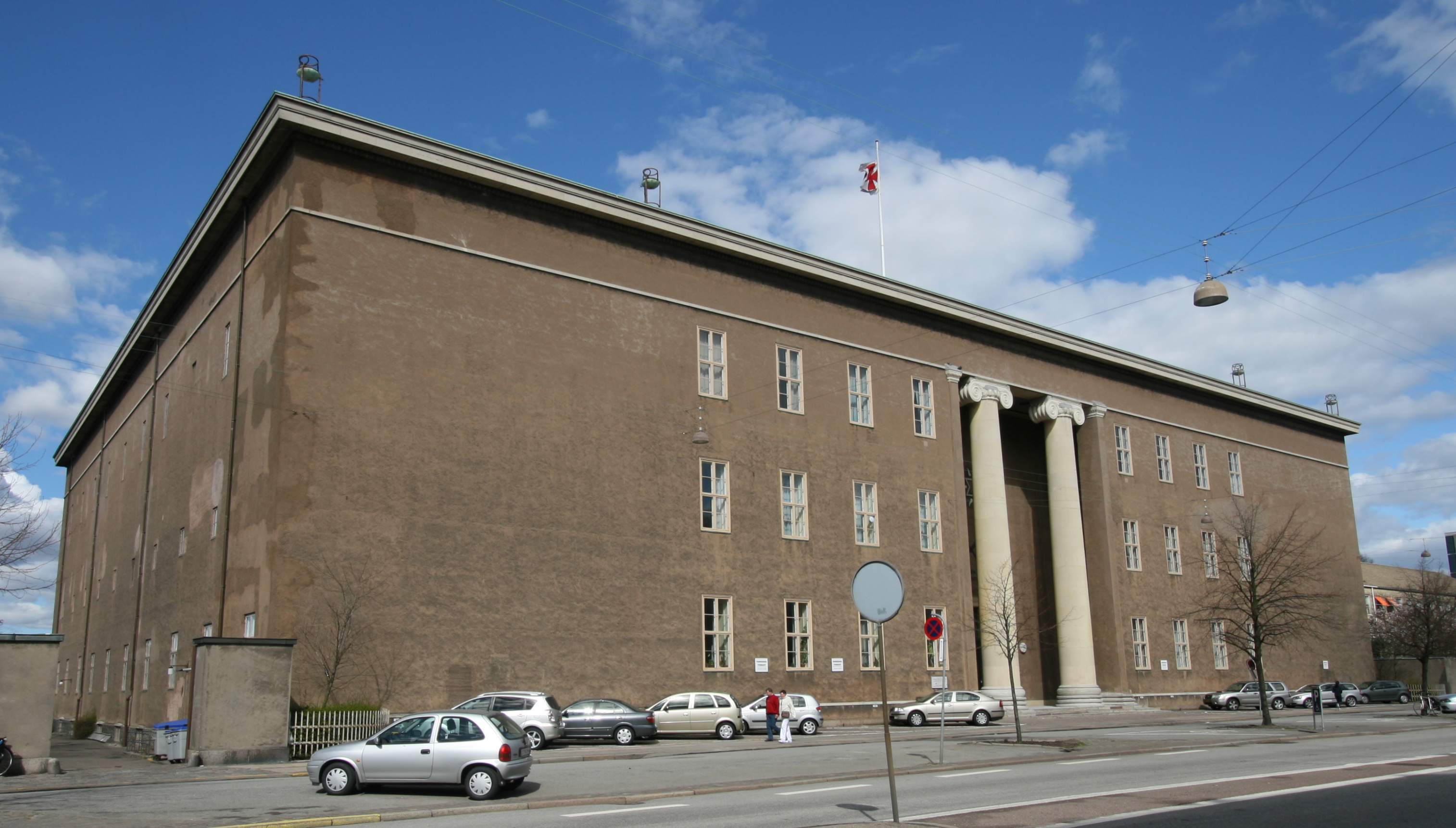
Фасад здания
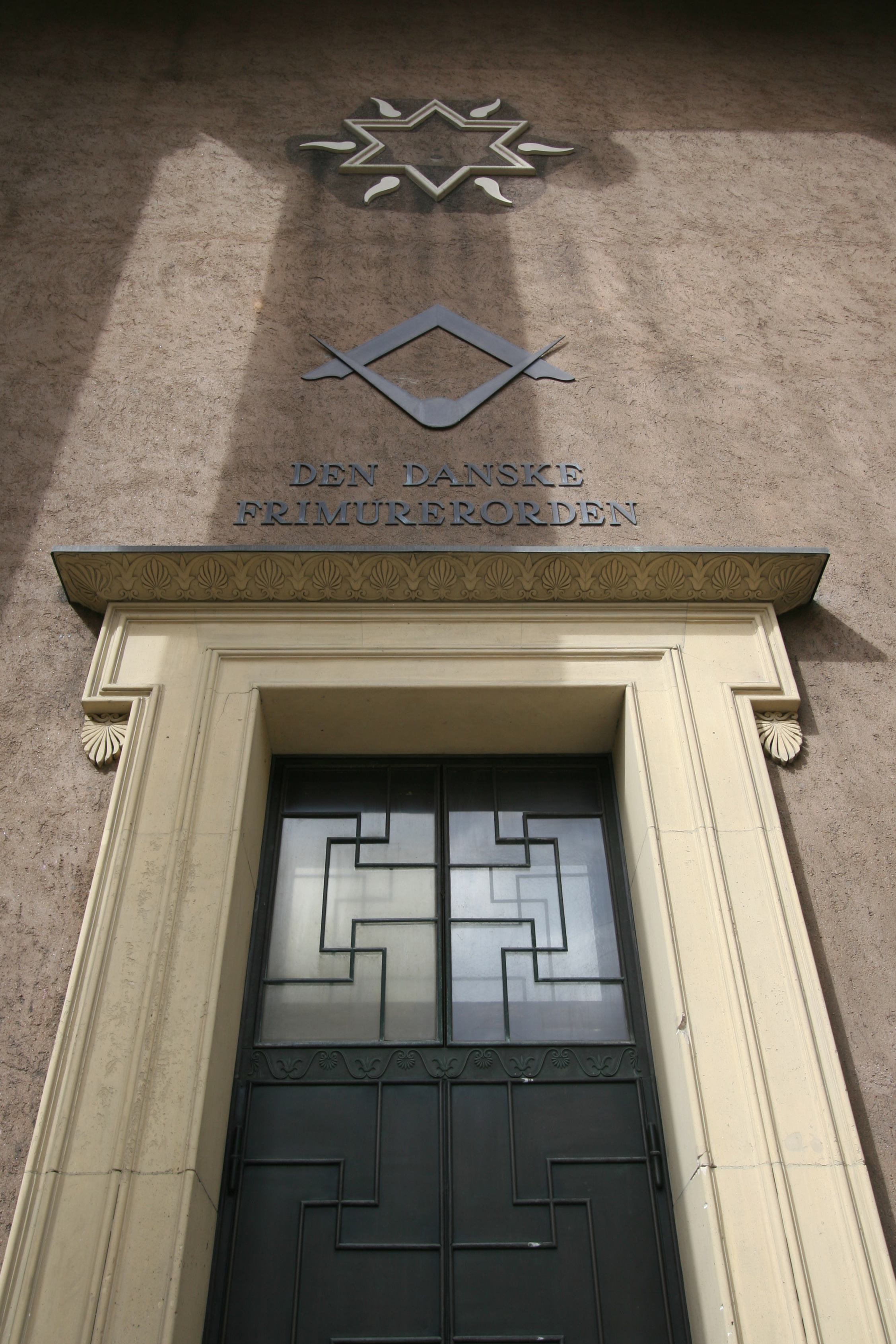
Вход в здание
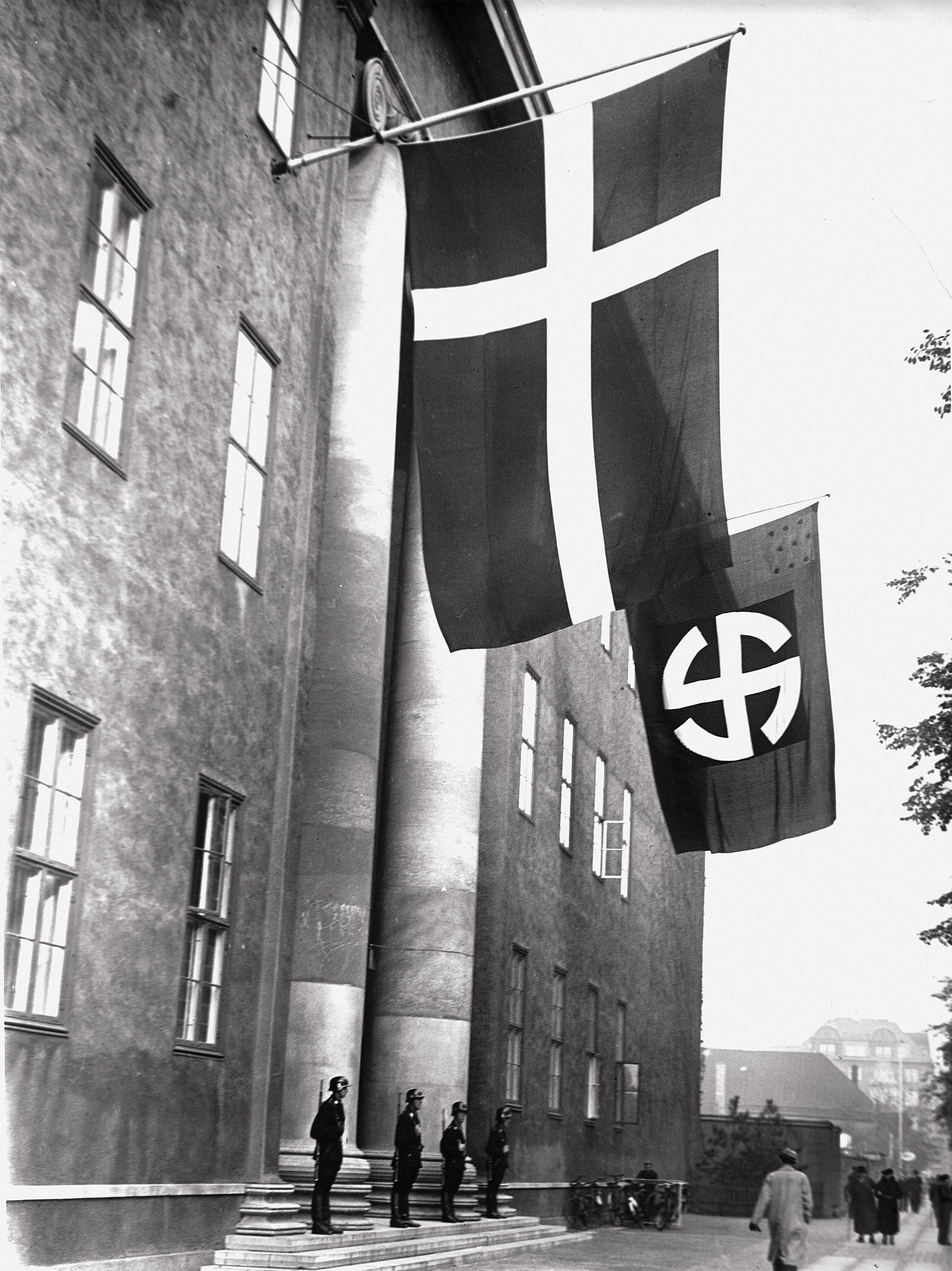
В годы оккупации